# 亞述家園

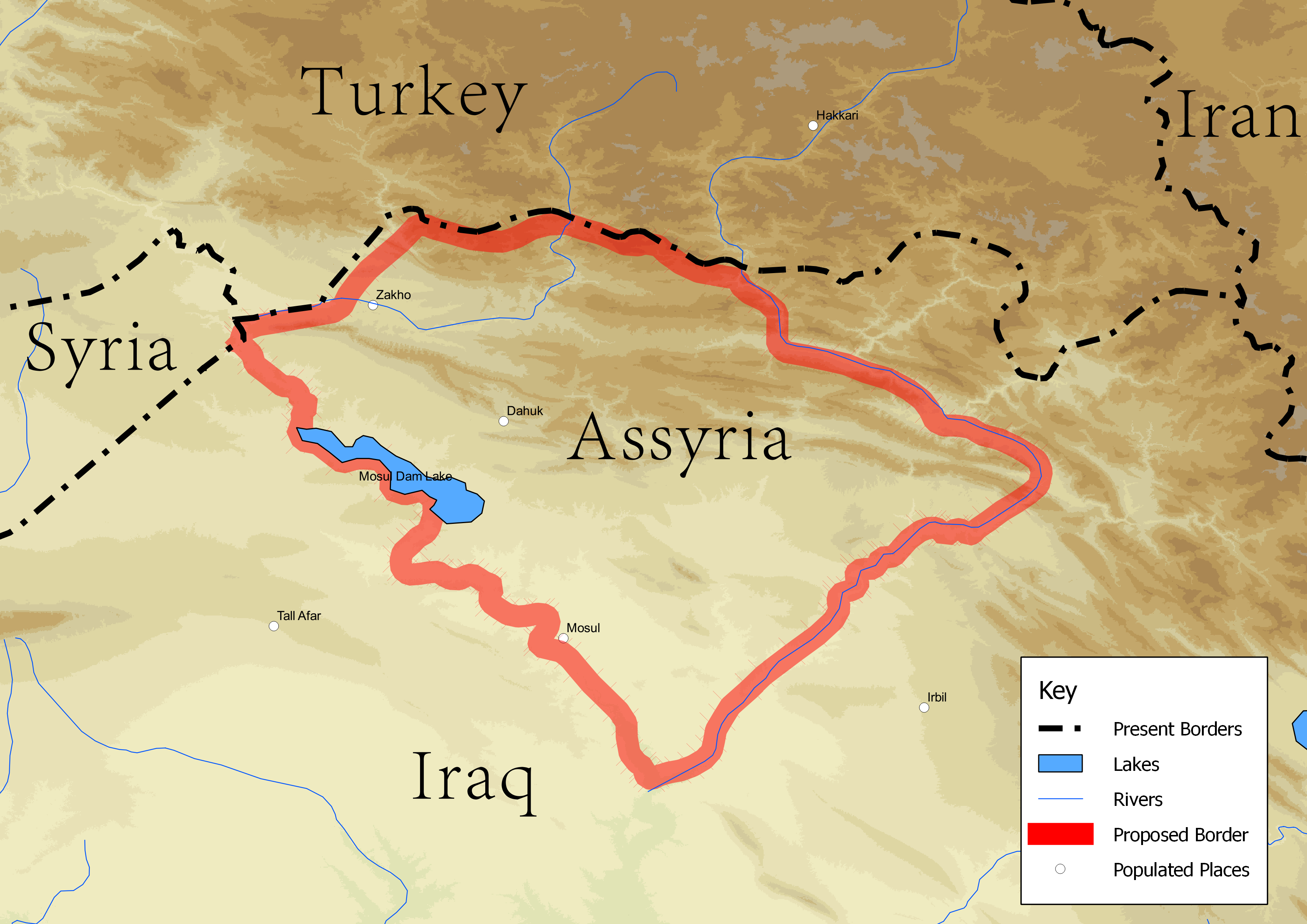
第一次世界大戰後構想的亞述自治國

亞述人旗幟

亞述家園（羅馬化：Āṯōr）是亞述人的故鄉，位於上美索不達米亞，現在被伊拉克、土耳其、伊朗和敘利亞統治。現代亞述人大多信仰基督宗教，使用亞拉姆語。自伊拉克戰爭和敘利亞內戰爆發之後，大量亞述人被迫離開故土。現在生活在亞述家園的亞述人分佈在敘利亞（約有40萬人）、伊拉克（約有30萬人）、伊朗（約有2萬人）和土耳其（約有1.5萬至2.5萬人）。

## 外部連結
- Nineveh, Assyria (Bet-Nahren) （页面存档备份，存于）
- The League of Nations and the Quest for an Assyrian Homeland （页面存档备份，存于）